# باب کوواهارا
باب کوواهارا (انگلیسی: Bob Kuwahara; ۱۲ اوت ۱۹۰۱ – ۱۰ دسامبر ۱۹۶۴) پویانما، و فیلم‌نامه‌نویس اهل ایالات متحده آمریکا بود.